# Malaja Ket'
Il Malaja Ket' (in russo Малая Кеть?) è un fiume della Russia siberiana occidentale, affluente di sinistra del Ket'. Scorre nei rajon Pirovskij, Biriljusskij ed Enisejskij rajon del Territorio di Krasnojarsk.
Il fiume proviene dalle paludi dello spartiacque Ob'-Enisej e scorre con direzione mediamente settentrionale, parallelamente al corso del Bol'šaja Ket' attraverso una zona paludosa; sfocia nell'alto corso del Ket' a 1 290 km dalla foce. Il fiume ha una lunghezza di 239 km; il suo bacino è di 2 420 km².